# Episodi di Master of None (prima stagione)
La prima stagione della serie televisiva Master of None è stata interamente distribuita il 6 novembre 2015 su Netflix, in tutti i paesi in cui il servizio è disponibile.
| n° | Titolo originale     | Titolo Italiano     | Pubblicazione USA | Pubblicazione Italia |
| -- | -------------------- | ------------------- | ----------------- | -------------------- |
| 1  | Plan B               | Il piano B          | 6 novembre 2015   | 6 novembre 2015      |
| 2  | Parents              | I genitori          | 6 novembre 2015   | 6 novembre 2015      |
| 3  | Hot Ticket           | Biglietto assegnato | 6 novembre 2015   | 6 novembre 2015      |
| 4  | Indians on TV        | Indiani in TV       | 6 novembre 2015   | 6 novembre 2015      |
| 5  | The Other Man        | L'altro uomo        | 6 novembre 2015   | 6 novembre 2015      |
| 6  | Nashville            | Nashville           | 6 novembre 2015   | 6 novembre 2015      |
| 7  | Ladies and Gentlemen | Signore e signori   | 6 novembre 2015   | 6 novembre 2015      |
| 8  | Old People           | Gli anziani         | 6 novembre 2015   | 6 novembre 2015      |
| 9  | Mornings             | Le mattine          | 6 novembre 2015   | 6 novembre 2015      |
| 10 | Finale               | Il finale           | 6 novembre 2015   | 6 novembre 2015      |